# Michael Houston Hunt
Michael Houston Hunt, född 19 december 1942, död 12 april 2018, var en amerikansk historiker, professor och författare.
Hunt föddes i Texas men vistades under sin uppväxt i många länder som  Japan, Turkiet, Vietnam, Italien, Iran och Kina. Han avlade doktorsexamen i historia vid Yale University 1971 och kom att intressera sig för Kina, relationer mellan Kina och USA och mer övergripande för nutida global historia. Han var under många år Everett H. Emerson professor i historia vid University of North Carolina at Chapel Hill.